# Liste russischer Inseln
Liste russischer Inseln und Inselgruppen:

## Ostsee
- Bolschoi Tjuters
- Gogland
- Kotlin

## Arktischer Ozean

### Weißes Meer
- Solowezki-Inseln
- Morschowez-Insel

### Barentssee
- Archipel Franz-Joseph-Land
  - Alexandraland
  - Alger-Insel
  - Champ-Insel
  - Eva-Liv-Insel
  - Graham-Bell-Insel
  - Hall-Insel
  - Hayes-Insel
  - Hohenlohe-Insel
  - Hooker-Insel
  - Jackson-Insel
  - Koldewey-Insel
  - Northbrook-Insel
  - Prinz-Georg-Land
  - Rudolf-Insel
  - Wiener-Neustadt-Insel
  - Wilczek-Insel
  - Wilczek-Land
- Dolgi
- Kildin
- Kolgujew
- Sengeiski
- Victoria-Insel

### Karasee
- Archipel Nowaja Semlja
  - Nordinsel
  - Südinsel
  - Meschduscharski
- Waigatsch
- Bely
- Schokalski-Insel
- Sibirjakow-Insel
- Oleni
- Sverdrup-Insel
- Einsamkeit
- Heiberg-Inseln
- Inseln des Arktischen Instituts
  - Bolschoi
- Iswestija-ZIK-Inseln
- Mohn-Inseln
- Kirow-Inseln
  - Issatschenko
- Neupokojewa-Insel
- Nordenskiöld-Archipel
  - Russki-Insel
- Taimyr-Insel
- Archipel Sewernaja Semlja
  - Bolschewik-Insel
  - Komsomolez-Insel
  - Oktoberrevolutions-Insel
  - Pionier-Insel
  - Schmidt-Insel
  - Sedow-Inseln
  - Starokadomski-Insel
  - Kleine Taimyr-Insel
- Wiese-Insel
- Wilkizki-Insel
- Woronin-Insel
- Uschakow-Insel

### Laptewsee
- Bolschoi Begitschew
- Neusibirische Inseln
  - Anjou-Inseln
    - Kotelny-Insel
    - Bungeland
    - Faddejewski-Insel
    - Neusibirien
    - Belkowski-Insel

  - Ljachow-Inseln
    - Große Ljachow-Insel
    - Kleine Ljachow-Insel
    - Stolbowoi

  - De-Long-Inseln
    - Jeannette-Insel
    - Henrietta-Insel
    - Bennett-Insel
    - Wilkizki-Insel
    - Schochow-Insel

  - Pestschany
  - Wilkizki-Insel
- Preobraschenije-Insel

### Ostsibirische See
- Medweschji-Inseln
- Aion
- Wrangelinsel
- Gerald-Insel
- Routan-Inseln

## Pazifischer Ozean
- Arakamtschetschen
- Karaginski
- Kaiserin-Eugenie-Archipel
  - Reineke-Insel
  - Russki-Insel
- Kommandeurinseln
  - Beringinsel
  - Medny
- Kurilen
  - Anziferow-Insel
  - Atlassow-Insel
  - Brat Tschirpojew
  - Broutona
  - Chabomai-Inseln
  - Charimkotan
  - Ekarma
  - Iturup
  - Ketoi
  - Kunaschir
  - Lowuschki-Felsen
  - Makanruschi
  - Matua
  - Onekotan
  - Paramuschir
  - Raikoke
  - Rasschua
  - Schiaschkotan
  - Schikotan
  - Schumschu
  - Simuschir
  - Tschirinkotan
  - Tschirpoi
  - Urup
  - Uschischir
- Jonas-Insel
- Reineke-Insel
- Schantarinseln
- Sachalin
- Tjuleni-Insel
- Yttygran

## Schwarzes Meer
- Krupinina
- Sudschuk
- Utrisch

## Binneninseln

### Baikalsee
- Olchon
- Uschkani-Inseln
- Jarki

### Ladogasee
- Konewets
- Walaam

### Lenadelta
- Samoilow

### Onegasee
- Kischi